# Bertold z Lipé
Bertold z Lipé, též Berchtholdus de Lipa, Perchtholdus nebo Pertold z Lipého (* před 1300, † 1347) byl český šlechtic, jeden ze čtyř synů Jindřicha I. z Lipé a Scholastiky z Kamence. V letech 1334–1343 byl proboštem Královské kolegiátní kapituly sv. Petra a Pavla na Vyšehradě a nejvyšším kancléřem Království českého, až do své smrti nejvyšším maršálkem Království.

## Život

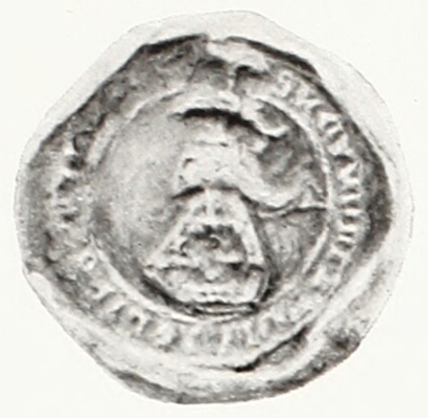
Druhý typ rodové pečeti Bertolda z Lipé (Antonín Masák: Pečeti šlechty české, moravské a slezské, 1911)

Narodil se po Jindřichovi II. z Lipé jako druhý nebo třetí syn Jindřicha I. z Lipé. Proto byl předurčen k církevní kariéře. Po studiích byl jmenován vyšehradským kanovníkem. Úřad probošta Královské kolegiátní kapituly sv. Petra a Pavla na Vyšehradě převzal roku 1334. Dále byl od roku 1336 pražským kanovníkem
Listinou z 9. dubna roku 1336 dal král Jan Lucemburský Bertoldovi a jeho bratrům Jindřichovi II. z Lipé a Janovi z Lipé za 2 000 kop grošů pražských do zástavy hrad Chwoyno, městečko Albrechtice nad Orlicí a Hoděšovice.
Počátkem července roku 1337, před svým odjezdem z Prahy ustanovil král Jan Lucemburský Bertolda po dobu své nepřítomnosti zemským hejtmanem.
10. prosince roku 1346 sepsal na hradě v Lipnici svou závěť. Dne 15. května 1347 byl bratry ustanoven správcem všech dědičných statků rodiny. Zemřel ještě téhož roku blíže neurčeného data.

## Pečeti
Užíval nejméně čtyři pečetiː
- dva typy úřední pečeti vyšehradského probošta ve tvaru zahroceného oválu, zprvu se stojící žehnající postavou kněze v pontifikáliích a od roku 1343 s trůnící postavou svatého Petra v papežské tiáře.[4]
- dva typy kulaté erbovní pečeti svého rodu, na níž se v opisu střídaly jeho tituly, naposledy pečetil v úřadu nejvyššího maršálka Království českého v dubnu roku 1344.[5]